# 月惑星研究所
月惑星研究所 (The Lunar and Planetary Laboratory, LPL) は、アメリカ最大の太陽系科学に関する研究所。アリゾナ大学の所管として、カイパーベルトの発見で知られる科学者のジェラルド・カイパーが設置を提案し建築した。
アリゾナ大学からの学生を広く受け入れており、スタッフはほとんどがアリゾナ大学の大学院生である。